# Krivany
Krivany est un village de Slovaquie situé dans la région de Prešov.

## Histoire
Première mention écrite du village en 1301.

## Démographie

### Évolution de la population
| Année:               | 1994. | 2004.   | 2014.   | 2024.   |
| -------------------- | ----- | ------- | ------- | ------- |
| Nombre de personnes: | 1061  | 1136    | 1222    | 1281    |
| Différence:          |       | +7,06 % | +7,57 % | +4,82 % |

| Année:               | 2023. | 2024.   |
| -------------------- | ----- | ------- |
| Nombre de personnes: | 1265  | 1281    |
| Différence:          |       | +1,26 % |